# Justin Arhar
Justin Arhar, slovenski učitelj in narodnoprosvetni delavec, * 17. april 1883, Šentrupert na Dolenjskem, † 20. april 1916, Trst.

## Življenje in delo
Rodil se je očetu Jožefu in materi Uršuli (roj. Štruklj).
Po končanem učiteljišču v Ljubljani (1903) je nastopil službo na cerkveni šoli pri Sv. Jakobu v Trstu, potem pa na pripravnici za srednje šole v Trstu. Bil je med ustanovnimi člani ter dolgoleten odbornik Trgovsko-obrtne zadruge v Trstu, prirejal pedagoška predavanja za starše v šentjakobski Čitalnici v Trstu in sodeloval Dramatičnem društvu v Trstu.